# Fushigi Yûgi
Fushigi Yūgi, el joc misteriós (ふしぎ遊戯, Fushigi Yūgi) és una sèrie de manga creada per Yuu Watase l'any 1992. Narra les aventures d'una estudiant japonesa anomenada Miaka Yûki que, a través d'un llibre, viatja fins a la Xina Imperial. Fou publicada per l'editorial Shogakukan a la revista Shojo Comic des de l'any 1992 fins a l'any 1996. Posteriorment, se'n va fer una sèrie d'anime de 52 episodis produïts per l'Studio Pierrot i dirigida per Hajime Kamegaki.

## Argument
Miaka és una estudiant de preparatòria per a la universitat. Un dia, ella i la seva millor amiga Yui van a la biblioteca, i acaben entrant a una secció restringida on troben un llibre titulat «Els quatre déus del cel i la terra» i, en obrir-lo i passar la primera pàgina, són absorbides per una forta llum que les porta al món de dins del llibre. Allà, les dues ben aviat coneixen un noi anomenat Tamahome, que les allibera de l'atac d'uns comerciants d'esclaus. Després, Yui aconsegueix tornar al món real, però Miaka es queda sola i busca Tamahome per si sap on és Yui.
Un cop troba Tamahome, topen amb el seguici de l'emperador de Konan, ella prova d'aturar l'emperador per demanar-li una pedra de la seva corona, però els guàrdies la intenten aturar i llavors ella comença a brillar i sembla desaparèixer; sospitant que pot ser la sacerdotessa de Suzaku, l'emperador fa detenir a ambdós i són portats al palau imperial. Miaka intentarà escapar, però, de fet, acabarà convertint-se en la sacerdotessa de Suzaku i cercant les set estrelles del déu, per a després invocar-lo per demanar la pau per al país de Konan. De fet, Miaka de bon començament ja compta amb dues de les estrelles: Tamahome i el mateix emperador, que és anomenat Hotohori.
Poc després, Yui torna al llibre i esdevé sacerdotessa de Seiryu. Seiryu és el déu protector del bel·licista país de Kutou (o Ju-dong), i també n'ha de buscar les set estrelles. A causa d'un malentès, i per la manipulació de Nakago, general de Kutou i líder de les estrelles de Seiryu, Yui s'enemista amb Miaka i n'esdevé la seva rival. Provarà de fer-li tant de mal com pugui i mirarà d'evitar que assoleixi l'objectiu d'invocar Suzaku.

## Personatges
- Miaka Yūki (夕城 美朱)

És la protagonista principal. Estudiant d'institut, aspira a poder entrar al prestigiós institut Jounan, malgrat que no és bona estudiant. Juntament amb la seva amiga Yui, visita la Biblioteca Nacional de Tòquio i entra al llibre dels Quatre Déus, on esdevé sacerdotessa de Suzaku. És una noia alegra, espontània i li agrada molt menjar.
- Yui Hongō (本郷 唯)

És la millor amiga de Miaka. És intel·ligent i sempre treu bones notes, a diferència de Miaka. Juntament amb Miaka, entrarà a la Biblioteca Nacional de Tòquio i posteriorment al llibre dels Quatre Déus. En sortirà i poc després tornarà a entrar-hi i a causa de la manipulació de Nakago, esdevindrà sacerdotessa de Seiryu i també enemiga de Miaka.

### Estrelles de Suzaku
- Tamahome (鬼宿)

És un dels protagonistes. Té 17 anys. Té el símbol de Suzaku al front i la seva habilitat són les arts marcials. És el més gran de cinc germans, dels quals ha de tenir cura perquè el seu pare està malalt i la seva mare és morta. La seva afició són els diners, i odia malgastar-los. És un noi molt amable i una mica tímid, encara que també és molt madur per la seva edat. S'enamora de Miaka gairebé a primera vista i acabarà anant al món real per ser feliç amb ella.
- Hotohori (星宿)

L'emperador de Hong-nan. Està enamorat de la sacerdotessa de Suzaku, Miaka, encara que el seu amor no és correspost. Miaka acaba triant a Tamahome abans que a ell. Té 19 anys. Té el símbol al coll i la seva habilitat és el maneig de l'espasa.
- Nuriko (柳宿)

Té el cor d'una dona i sempre s'ha vestit amb roba femenina per mantenir viu el record de la seva estimada germana petita que va morir, Korin. Quan el van conèixer, formava part de les dames de la cort de l'emperador Hotohori. Té el signe al costat esquerre del pit i la seva habilitat és la força sobrehumana que té. Al llarg de la trama s'adona que la seva part d'home en el fons sempre s'havia sentit atreta per Miaka.
- Chichiri (井宿):

Té 24 anys, i és el que amaga més secrets del grup. Chichiri oculta la seva cara sota una màscara, ja que té un tall a l'ull dret. Té el signe al genoll dret i té l'habilitat de canviar d'aspecte a voluntat a més a més de practicar diversos tipus de màgia.
- Tasuki (翼宿)

Era el cap dels bandits de la muntanya de Reikaku, però va decidir deixar-los per fer camí amb Miaka com a Estrella de Suzaku i va deixar el liderat de la banda a mans del seu gran amic Kouji. Té 18 anys, el signe a l'avantbraç dret i la seva habilitat és la de controlar el foc amb el ventall que posseeix.
- Chiriko (張宿)

És el més petit del grup. Apareix miraculosament durant el primer intent d'invocació del Déu Suzaku, en el moment oportú per salvar Miaka i la resta de guardians de les constel·lacions de Suzaku de l'atac de l'Amiboshi (guardià de Seiryu). Té el signe al peu esquerre i la seva habilitat és la saviesa.
- Mitsukake (軫宿)

Té 22 anys, tot i que sembla més gran. Té el signe al palmell de la mà esquerra i la seva habilitat es guarir. La seva història és força dramàtica, ja que la seva família va morir en un aiguat i la seva promesa Shouka, que era l'única persona important que li quedava, va morir a causa d'una malaltia.

### Estrelles de Seiryu
- Nakago

És l'estrella de Seiryu que provoca que Miaka i Yui siguin enemigues. Era un general al servei de l'imperi de Kutou perquè buscava venjança, pertanyia a una tribu menyspreada dins de l'imperi. Es va quedar orfe de ben petit, ja que amb els seus poders d'estrella de Seiryu, va matar la seva mare sense voler durant l'atac d'uns soldats.
- Soi

Soi donaria la vida per aconseguir que el seu amor pel general Nakago fos correspost. Com a estrella de Seiryu, té l'habilitat de controlar els llamps a la seva voluntat per atacar. En el fons, sentia enveja per la relació amorosa entre Miaka i Tamahome, ja que era el tipus de relació que ella hagués volgut tenir amb Nakago.
- Amiboshi

Estrella de Seiryu i germà bessó de Suboshi. És calmat, amb un gran cor i sempre toca dolces melodies amb la seva flauta. Al principi apareix fent-se passar per Chiriko, però tot formava part d'un malvat pla ideat per Nakago per frustrar els intents de Miaka d'invocar Suzaku. La culpa l'envaeix i s'intenta suicidar, apareix de nou a la sèrie quan els protagonistes es troben buscant el mirall que portava la Sacerdotessa de Byakko quan va realitzar la invocació del seu Déu. Amiboshi ajuda Miaka a tirar endavant (s'enamora d'ella) i fa veure que ha perdut la memòria, però recorda tot el mal que va fer als guardians de Suzaku i se'n penedeix de debò.
- Suboshi

Germà bessó d'Amiboshi i també Estrella de Seiryu. Al contrari que Amiboshi, és excessivament impulsiu i no atén a gaires raons. Ataca als rivals amb unes boles voladores que tallen. Ell s'enamora de Yui, i odia Miaka perquè creu que és la causant de tot el patiment de la seva amiga. En més d'una ocasió intenta matar-la i tot, però sempre l'acaben salvant.
- Ashitare

Estrella de Seiryu meitat home i meitat llop. Va néixer a l'imperi de Hokkan i es troba totalment sota les ordres del general Nakago. S'ha de destacar que va ser l'encarregat de robar a Miaka el collaret que la sacerdotessa de Genbu va dur en la cerimònia d'invocació del Déu i que tant els havia costat aconseguir.
- Tomo

Tomo és una Estrella de Seiryu experta en l'art de les il·lusions, mitjançant cloïsses on hi introdueix la seva energia. És un personatge excèntric i pervers. Es dedica a fer caure en il·lusions als guardians de Suzaku i a Miaka, per tal de fer-los més complicat el viatge cap a l'imperi protegit pel Déu Byakko.
- Miboshi

Aquesta Estrella de Seiryu no té un cos com a tal, ja que el va perdre a causa de la seva estima cap a la màgia negra. Sobreviu a base de posseir cossos d'altres individus i fa la seva primera aparició com a cap d'un temple. Malauradament, acaba posseint el cos de Chiriko pensant que en ser un nen li serà més fàcil controlar-lo.

### Altres personatges
- Keisuke Yūki

És el germà gran de Miaka. Després d'haver entrat al llibre dels Quatre Déus del Cel i la Terra per primera vegada i haver tornat a casa, Miaka li explica al seu germà tot el que ha passat dins del llibre. Al començament, Keisuke no es creu res del que li explica Miaka i pensa que s'ha inventat que l'han designat com a sacerdotessa de Suzaku. Finalment, quan Miaka torna dins del llibre per buscar la seva amiga Yui, Keisuke s'encarrega d'investigar aspectes sobre el llibre i és qui es queda a la biblioteca llegint la narració.
- Tetsuya

El millor amic de Keisuke. Quan Keisuke es troba a la biblioteca llegint el llibre dels Quatre Déus, se'l troba i l'ajuda a descobrir més aspectes sobre el llibre i s'involucra en la causa fins al final. Al final de la sèrie, acabarà mantenint una relació sentimental amb Yui. L'evolució de la seva relació s'aprecia amb més claredat als OVA.
- Tokaki

La primera estrella de Byakko que troben els protagonistes, casat amb Subaru. Tokaki era el mestre d'arts marcials de Tamahome, ja que li va ensenyar els coneixements més bàsics sobre la lluita cos a cos durant un viatge que Tokaki va fer a l'imperi de Konan, on vivia Tamahome. Quan descobreix l'amor que hi ha entre Tamahome i Miaka, no dubta en parlar amb el seu deixeble i intentar fer-li veure que l'amor entre una estrella i la sacerdotessa és impossible. Això fa que les coses entre Miaka i Tamahome es compliquin durant un temps.
- Subaru

Estrella de Byakko, casada amb Tokaki. S'encarrega de fer-li tornar la veu a Miaka després de patir un atac de Miboshi. Quan Tokaki parla amb Tamahome i li diu que el seu amor per Miaka acabarà en tragèdia, Subaru intenta fer reflexionar a Tokaki sobre el que li ha dit al seu deixeble i sent llàstima per Miaka i Tamahome. Durant la lluita contra Miboshi, fa servir un conjur que porta el seu cos i el de Tokaki a l'edat de màxima plenitud física per lluitar més fàcilment amb els enemics.
- Tatara

Estrella de Byakko, qui mantenia una relació sentimental amb Suzuno, sacerdotessa de Byakko. Tatara era qui protegia el shinsajo, el mirall de mà que va fer servir Suzuno en la cerimònia d'invocació del Déu Byakko. En un principi li dona el mirall a Miaka, però per una mala passada de Yui, acaba a les seves mans i gràcies a ell acaba convocant Seiryu. Tot i que Tatara es troba en el món del llibre dels Quatre Déus i Suzuno en el món real, tots dos moren a una edat avançada al mateix moment i se'n van junts.
- Hikitsu

Una de les dues estrelles de Genbu que apareixen en la història. Junt amb Tomite, era un dels protectors del shinsajo de la sacerdotessa de Genbu, un collaret amb poders divins. Té el poder de controlar el gel a voluntat per atacar. Se'n pot saber més d'aquest personatge a Fushigi Yugi Genbu Kaiden.
- Tomite

Estrella de Genbu, també conegut com a Chamuka. Juntament amb Hikitsu, era un guardià del shinsajo de la sacerdotessa de Genbu. És un bon arquer, aquesta habilitat i més dades sobre el personatge es poden conèixer a Fushigi Yugi Genbu Kaiden.
- Takiko Okuda

Takiko va ser la sacerdotessa del Déu Genbu, del país de Hokkan. Era la filla d'Einosuke Okuda, el creador del llibre de l'Univers dels Quatre Déus. Un cop creat el llibre, Takiko va ser la primera sacerdotessa a ser absorbida dins de la història, 200 anys abans que Miaka i Yui, sacerdotesses de Suzaku i Seiryu. Va aconseguir invocar Genbu, però, abans que el Déu la devorés per complet, el seu pare Einosuke es suicida, matant-la a ella també. La seva història és força tràgica, ja que la seva mare va morir de tuberculosi i ella també va agafar aquella malaltia. Per més informació del personatge, es pot consultar Fushigi Yugi Genbu Kaiden.
- Suzuno Osugi

La sacerdotessa del Déu Byakko, del país de Sairo. Filla de Takao Osugi, millor amic d'Einosuke Okuda, va ser la segona sacerdotessa a entrar al Llibre dels Quatre Déus del Cel i la Terra. Gràcies a la seva gran força de voluntat, Suzuno va aconseguir invocar Byakko i no ser devorada per ell. A la sèrie només se la veu com un personatge d'edat avançada i mor al mateix moment que Tatara, l'estrella de Byakko a qui encara estimava de debò.

## Manga
La sèrie de manga fou publicada a la revista Sho-Comi magazin des de l'any 1992 fins a l'any 1995. Després, fou recopilada i distribuïda en 18 volums de format Tankōbon per l'editorial Shogakukan.
A Espanya fou publicada per l'editorial Glénat/EDT en 18 volums des del maig de 2002 fins al setembre de 2003, gaudint d'un bona acceptació per part del públic. També fou editada en català per la mateixa editorial, recopilada en 9 volums des de l'agost de 2007 fins a l'abril de 2008.

## Anime
La sèrie fou adaptada en 52 episodis de 25 minuts de duració per la companyia japonesa Studio Pierrot i dirigida per Hajime Kamegaki. Fou estrenada el 6 d'abril de 1995 fins al 28 de març de 1996 per TV Tokyo. Degut al seu èxit, fou distribuïda internacionalment per Bandai Visual.
A Catalunya, la sèrie, traduïda com Fushigi Yūgi: el joc misteriós, fou emesa en català el 24 de juliol de 2002 fins al 2 de desembre del mateix any pel canal K3, reemetent-se posteriorment en diverses ocasions.

## Original Video Animation (OVA)
La sèrie fou continuada per tres col·leccions d'OVAs (Original Video Animation), que conclouen la història de la sèrie. La primera, distribuïda el 25 d'octubre de 1996, no està basada en el manga i només fou produïda per la seva versió anime. La segona, està basada en els quatre últims capítols del manga i fou distribuïda des del 25 de maig de 1997 fins al 25 d'agost de 1998. Totes dues sèries foren distribuïdes per Bandai Visual i dirigides per Hajime Kamegaki.
L'última sèrie d'OVAs, anomenada Fushigi Yugi Eikoden, està basada en dues novel·les curtes de Megumi Nishizaki. Aquests episodis estan centrats en l'aparició d'un nou personatge, la Mayo Sakaki. Foren distribuïts per Bandai Visual i dirigits per Nanako Shimazaki.
A Catalunya, la col·lecció d'OVAs fou emesa a continuació de la sèrie d'anime pel canal K3.